# Valet de cœur (film, 1937)
Pour les articles homonymes, voir Valet de cœur (homonymie).
Pour plus de détails, voir Fiche technique et Distribution.

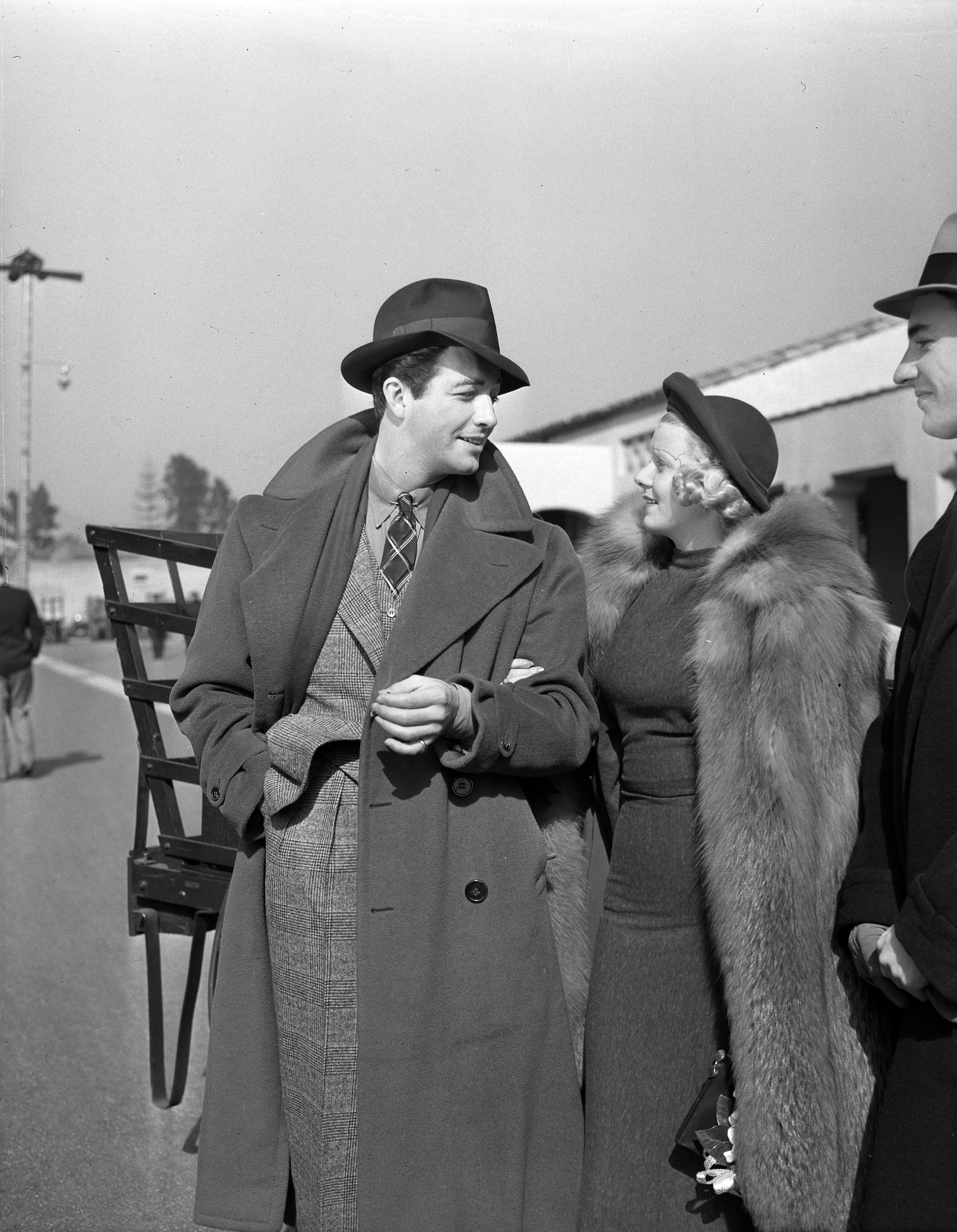
Robert Taylor et Jean Harlow.

Valet de cœur (Personal Property) est un film américain  en noir et blanc réalisé par W. S. Van Dyke, sorti en 1937.

## Synopsis
Après des démêlés avec la justice, Raymond Dabney rentre chez lui. Sa mère l'accueille, mais son père et son frère lui proposent de l'argent pour partir. À Londres, il rencontre la riche veuve Crystal Wetherby. Il ne sait pas qu'elle est fiancée à son frère.

## Fiche technique
- Titre : Valet de cœur
- Titre original : Personal Property
- Réalisation : W. S. Van Dyke
- Scénario : Hugh Mills et Ernest Vajda, d'après la pièce The Man In Possession de H.M. Harwood
- Dialogues : Harold Goldman (non crédité)
- Musique : Franz Waxman et Edward Ward (non crédité)
- Photographie : William H. Daniels
- Montage : Ben Lewis
- Direction artistique : Cedric Gibbons
- Costumes : Dolly Tree
- Producteur : John W. Considine Jr.
- Société de production et distribution : Metro-Goldwyn-Mayer
- Pays de production :  États-Unis
- Langue originale : anglais américain
- Format : noir et blanc — 35 mm — 1,37:1 — son : mono ((Western Electric Sound System))
- Genre : comédie romantique
- Durée : 84 minutes
- Date de sortie :
  - États-Unis : 19 mars 1937
  - France : 23 mars 1938

## Distribution
- Jean Harlow : Crystal Wetherby
- Robert Taylor : Raymond Dabney aka Ferguson
- Reginald Owen : Claude Dabney
- Una O'Connor : Clara
- Henrietta Crosman : Mme Cosgrove Dabney
- E.E. Clive : Cosgrove Dabney
- Cora Witherspoon : Mme Burns
- Marla Shelton : Catherine Burns
- Forrester Harvey : Herbert Jenkins
- Lionel Braham : Lord Carstairs
- Barnett Parker : Arthur 'Trevy' Trevelyan